# In These Times (альбом Макайи Маккрейвена)
In These Times (с англ. — «В эти времена») — шестой студийный альбом американского джазового музыканта Макайи Маккрейвена. Он был выпущен 23 сентября 2022 года лейблами International Anthem Recording Company, Nonesuch Records и XL Recordings.
Журнал Stereogum назвал его лучшим джазовым альбомом 2022 года.

## История
Работа над треками альбома велась в течение семи лет в пяти различных студиях и четырёх местах для живых выступлений.
23 июня 2022 года Макайя МакКрейвен объявил о выходе нового альбома. Вместе с анонсом был выпущен первый сингл «Seventh String».
Второй сингл «Dream Another» был выпущен 19 июля 2022 года. В клипе на сингл, режиссёром которого выступил Ник Артур, использована фотоанимация в стиле зоопраксископа.
МакКрейвен выпустил третий сингл «The Fours» 13 сентября 2022 года.

## Отзывы
| Совокупная оценка    | Совокупная оценка |
| Источник             | Оценка            |
| -------------------- | ----------------- |
| AnyDecentMusic?      | 7.9/10            |
| Metacritic           | 87/100            |
| Оценки критиков      |                   |
| Источник             | Оценка            |
| AllMusic             | [ 9 ]             |
| Clash                | 8/10              |
| Exclaim!             | 9/10              |
| The Line of Best Fit | 8/10              |
| Pitchfork            | 8/10              |
| Sputnikmusic         | 4.1/5             |

Альбом получил положительные отзывы музыкальной критики и интернет-изданий, был встречен критиками с «всеобщим одобрением». На сайте Metacritic, который присваивает средневзвешенную оценку из 100 баллов рецензиям ведущих изданий, этот релиз получил средний балл 87 на основе 11 рецензий. Агрегатор AnyDecentMusic? поставил релизу 7,9 баллов из 10 на основе консенсуса критиков из 7 рецензий.
Том Джурек из AllMusic описал альбом как «свой собственный джазовый лабиринт, и как таковой он предназначен для повторного прослушивания и поразительных открытий». В рецензии для журнала Clash Робин Мюррей написал: «Сложный, но постоянно прекрасный проект, In These Times содержит потрясающее чувство единства, которое не соответствует длительному процессу его создания».
Stereogum назвал альбом «альбомом недели» 20 сентября 2022 года.

### Итоговые списки
| Критик/Публикация    | Список                                     | Ранг | Ссылка |
| -------------------- | ------------------------------------------ | ---- | ------ |
| Loud and Quiet       | Loud and Quiet’s Top 40 Albums of 2022     | 14   | [ 16 ] |
| Norman Records       | Norman Records' Top 50 Albums of 2022      | 12   | [ 17 ] |
| NPR Music            | NPR Music’s Top 50 Albums of 2022          | 7    | [ 18 ] |
| Passion of the Weiss | Passion of the Weisś Top 50 Albums of 2022 | 3    | [ 19 ] |
| Stereogum            | Stereogum’s Top 50 Albums of 2022          | 37   | [ 20 ] |
| Stereogum            | Stereogum’s Top 10 Jazz Albums of 2022     | 1    | [ 21 ] |

## Список композиций
| №   | Название                | Длительность |
| --- | ----------------------- | ------------ |
| 1.  | «In These Times»        | 7:09         |
| 2.  | «The Fours»             | 3:26         |
| 3.  | «High Fives»            | 3:39         |
| 4.  | «Dream Another»         | 3:12         |
| 5.  | «Lullaby»               | 3:33         |
| 6.  | «This Place That Place» | 3:56         |
| 7.  | «The Calling»           | 1:47         |
| 8.  | «Seventh String»        | 3:05         |
| 9.  | «So Ubuji»              | 3:01         |
| 10. | «The Knew Untitled»     | 4:27         |
| 11. | «The Title»             | 3:57         |

## Чарты
| Чарт (2022)                                  | Высшая позиция |
| -------------------------------------------- | -------------- |
| Бельгия/Фландрия (Ultratop)                  | 74             |
| Германия (Offizielle Top 100)                | 56             |
| Португалия (AFP)                             | 48             |
| Шотландия (Scottish Albums Chart)            | 85             |
| Швейцария (Schweizer Hitparade)              | 92             |
| Великобритания (UK Independent Albums Chart) | 23             |